# Made in USA (film, 1987)
Pour plus de détails, voir Fiche technique et Distribution.
Made in USA est un film américain de Ken Friedman réalisé en 1987. Il fut présenté en avant-première à la Quinzaine des réalisateurs au festival de Cannes

## Synopsis
Made in USA s'attache à deux jeunes hommes, Dar et Tuck, et suit leurs tribulations. Ces derniers ont perdu espoir et intérêt pour leur petite ville minière de Pennsylvanie. Rêvant de plages californiennes, ils s'embarquent vers cette destination. Ils volent des voitures et voyagent à travers les États-Unis. En route, ils rencontrent une jeune femme, Annie...

## Fiche technique
- Réalisation : Ken Friedman
- Scénario : Zbigniew Kempinski sur une histoire de Zbigniew Kempinski et Nick Wechsler
- Musique : The Rubinoos, Tito Larriva, Phil Ochs, Sonic Youth, Peter Case, Timbuck 3, The Tail Gators, The Fabulous Thunderbirds, John Hiatt, Mojo Nixon, Hank Williams, Karl Wallinger
- Pays :  États-Unis
- Langue : anglais
- Genre : Road-movie
- Date de sortie : 15 mai 1987 (festival de Cannes)

## Distribution
- Adrian Pasdar : Dar
- Chris Penn : Tuck
- Lori Singer : Annie
- Jackie Murphy :Cora
- Judy Baldwin : Dorie
- Dean Paul Martin : le cow-boy
- Marji Martin : Ma Frazier
- Tiny Wells : Pa Frazier